# Karl Vögtel

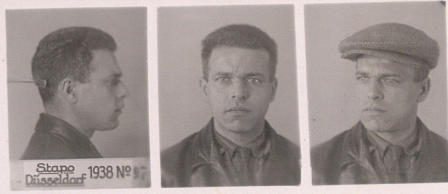
Karl Vögtel (1938)

Karl Vögtel (geb. 31. Juli 1902 in Mannheim; gest. 18. Mai 1972 in Mettmann) war ein deutscher kommunistischer Widerstandskämpfer gegen den Nationalsozialismus.

## Leben

### Mannheim 1902–1931
Karl Vögtel wuchs in Mannheim auf, besuchte die Volksschule und lernte nach seinem Schulabschluss den Beruf des Maschinenschlossers. 1922 beendete er seine Lehre als Geselle, bestand 1925 die Meisterprüfung. Ein Jahr später trat er in die Kommunistische Partei Deutschlands (KPD) ein. Er war in verschiedenen Mannheimer Betrieben tätig – aufgrund der wirtschaftlichen Lage der Zeit meist nur kurz. Nur in einem Fall sind Auseinandersetzungen mit der Betriebsleitung bekannt. Dort hatte Vögtel in der Betriebszelle der KPD die Funktion des Lit-Obmanns inne, das heißt, er war verantwortlich für die Verteilung von Parteidokumenten und sonstigen Schriften. Außerhalb des Betriebs engagierte sich Vögtel im Arbeiter-Motorrad-Club „Solidarität“.
Er war mit Aloisia (Luise) Lockemann liiert, die 1927 die Meisterprüfung als Schneidermeisterin ablegte. Ihre Familie stammte aus Österreich, war aber schon nach Mannheim gekommen, als Luise noch ein Kind war. 1928 heirateten Luise und Karl Vögtel.

### Sowjetunion 1931–1937
Im Jahr 1931 entschloss sich das Paar, in die UdSSR zu übersiedeln – einerseits in der Heimat immer wieder von Arbeitslosigkeit bedroht, andererseits, um am sozialistischen Aufbau in der Sowjetunion mitzuwirken.
Erste Station ihres Aufenthalt dort war Taganrog am Asowschen Meer. Hier fand Karl Vögtel Arbeit in einem Rüstungsbetrieb, und am 22. Januar 1933 kam hier die Tochter von Karl und Luise, Ingeborg, auf die Welt. Vögtel beteiligte sich neben seiner Berufstätigkeit auch gesellschaftlich in seinem Betrieb, war in der Propaganda für die Kollektivierung der Landwirtschaft aktiv, wurde lobend erwähnt, weil er mit Erfolg für die Staatsanleihe der UdSSR geworben hatte und pflegte den Motorradsport gemeinsam mit Kollegen.
1934 musste Familie Vögtel von Taganrog nach Lugansk umziehen, wo Karl in einer Lokomotivenfabrik arbeitete – nach der Machtübernahme der Nationalsozialisten in Deutschland waren Deutsche, selbst Kommunisten, verdächtig, als Saboteure tätig zu sein und wurden aus Rüstungsbetrieben abgezogen. Dieses politische Misstrauen mündete in die im Frühjahr 1937 beschlossene „Deutsche Operation des NKWD“ gegen aus Deutschland stammende Arbeitskräfte oder auch Exulanten.
Luise Vögtel war 1936 noch einmal für kurze Zeit in Deutschland gewesen und hatte den dort noch bestehenden Haushalt der Familie aufgelöst. Die beiden hatten – vermutlich im Zusammenhang damit – die sowjetische Staatsbürgerschaft beantragt. Der Antrag wurde abgelehnt, wahrscheinlich bereits im Zuge von Maßnahmen gegen Deutsche in der UdSSR. Am 31. Juli 1937, seinem 35. Geburtstag, wurde Vögtel vom NKWD verhaftet und wegen verschiedener Anklagepunkte in Stalino (heute Donezk) verhört. Angeklagt war er der „Vorbereitung zum bewaffneten Aufstand, Spionage, Diversionsakte, Agitation gegen die Sowjetunion, Mitgliedschaft in einer faschistischen Organisation“. Zu einer Verurteilung kam es nicht, stattdessen wurde Vögtel, immer noch deutscher Staatsbürger, nach Deutschland abgeschoben. Der Termin der Abschiebung, 14. Dezember 1937, wurde der Deutschen Botschaft in Moskau samt dem Namen des Abgeschobenen offiziell mitgeteilt. Damit war sein Schicksal besiegelt.

### Mettmann – Düsseldorf – Buchenwald 1937–1945
Nach der Abschiebung im Zug über Polen und einem kurzen Aufenthalt in einem zentralen Aufnahmelager in Berlin wurde Vögtel zunächst als normaler „Rückwanderer“ behandelt und in eines der Heime geschickt, in dem der Nazistaat „volksdeutsche“ Arbeitskräfte aus dem Ausland sammelte. Für solche „Rückwanderer“ aus der UdSSR war die entsprechende Institution im Neandertal bei Mettmann, wohin Vögtel zunächst auch gelangte.
Frau und Tochter, inzwischen von der Deutschen Botschaft in Moskau über den Verbleib von Karl informiert, reisten ihm hinterher und wurden in dasselbe Rückwandererheim geschickt – jedoch ohne Karl Vögtel dort anzutreffen: Er war elf Tage vor Ankunft seiner Familie, im Februar 1938, von der Gestapo-Stelle im Düsseldorfer Polizeipräsidium verhaftet worden. Dort blieb er, immer wieder verhört, bis August 1938.  Diese Verhöre endeten für Karl Vögtel mit der Einlieferung in das Konzentrationslager Buchenwald. Hier erhielt er die Häftlingsnummer 5296, die bis zu dessen Entlassung am 17. August dem jüdischen Architekten Gustav Bauer gehört hatte.
In Buchenwald war Vögtel zunächst zum Aufbau des Lagers abkommandiert, wobei er sich eine schwere Verletzung des Brustkorbs zuzog, die er nur dank der Hilfe von Mithäftlingen überstand. Danach war er beim Latrinenbau, in der Tischlerei des Lagers und später entsprechend seiner Berufsqualifikation im DAW-Werk tätig. Er lebte im Block 39 C des Lagers, wo vor allem politische Häftlinge zusammengefasst waren, die bald begannen, Widerstandsarbeit zu leisten, zum Beispiel mit einer geheimen Feier zum Kampftag 1. Mai 1939 in der Häftlingsbaracke. Wegen „Nichtgrüßens“ eines Wachmanns wurde Vögtel am 19. April 1940 mit 25 Stockhieben auf dem „Bock“ bestraft, was er nur dank der geheimen Pflege seiner Genossen überlebte.

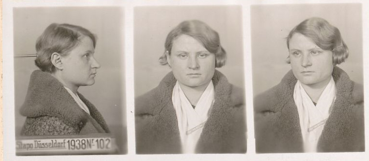
Luise Vögtel, Foto Gestapo 1938

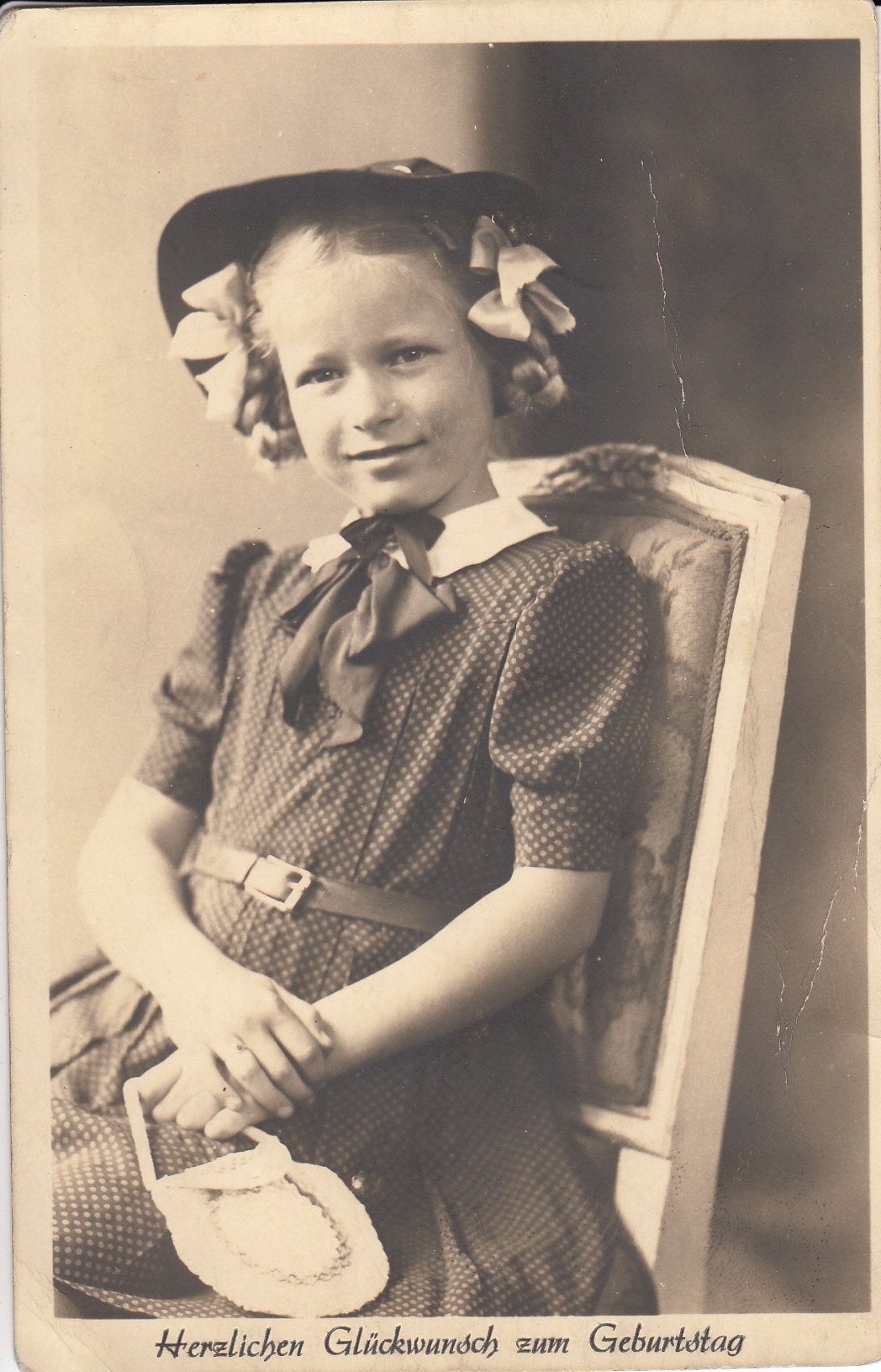
Foto Ingeborg Vögtel April 1939, als Postkarte getarnt nach Buchenwald geschickt

Luise und Ingeborg Vögtel lebten in dieser Zeit weiterhin in Mettmann. Nach dem Verlassen des Rückwandererheims im Neandertal lebten beide gemeinsam mit der Ehefrau Emmi eines Genossen, der ebenfalls aus der UdSSR zurückgeschickt worden war, Franz Sellikat, in einer winzigen Wohnung Am Markt 11. Luise Vögtel ernährte sich und ihre Tochter mit Näharbeiten, nicht zuletzt auf Bauernhöfen, was die Versorgung von Mutter und Tochter mit Lebensmitteln sicherte. Sie hielt Kontakt zu ihrem Mann, schickte ihm eine als Postkarte getarnte Aufnahme der gemeinsamen Tochter Ingeborg ins KZ, erreichte die Erstattung von 98 Reichsmark für das vom NKWD beschlagnahmte Motorrad, unterstützte Karl mit Geldsendungen ins KZ und warf, wie sie später mündlich berichtete, heimlich Butterbrotpakete über den Zaun eines Lagers mit Zwangsarbeitern. So versorgte sie das gemeinsame Kind und nahm an ihrem Platz den Kampf gegen die Nationalsozialisten auf. Eine Nazifunktionärin beschwert sich denn auch bei der Gestapo über die „kommunistischen Reden“ von Luise sowie darüber, dass sie mit Emmi Sellikat Russisch sprach.
Karl Vögtel war ab 1941 Mitglied des illegalen KPD-Parteiaktivs Buchenwald. Das geht aus seiner am 15. Mai 1945 vom Leiter der Internationalen Militärorganisation Otto Roth unterzeichneten KPD-Mitgliedkarte hervor, die ihm nach der Selbstbefreiung/Befreiung des KZ nach Überprüfung seines politischen Verhaltens während der Haft, wie allen, die sich bewährt hatten, ausgehändigt wurde. Es ist nicht belegt, welche Rolle Vögtel beim bewaffneten Aufstand der Internationalen Militärorganisation am 11. April 1945 spielte, doch ist davon auszugehen, dass er daran beteiligt war, wofür die Unterschrift Otto Roths auf seinem Parteidokument spricht. Ein Foto von einer Maifeier nach der Befreiung zeigt ihn im Kreis der KPD-Mitglieder der badischen Parteiorganisation.

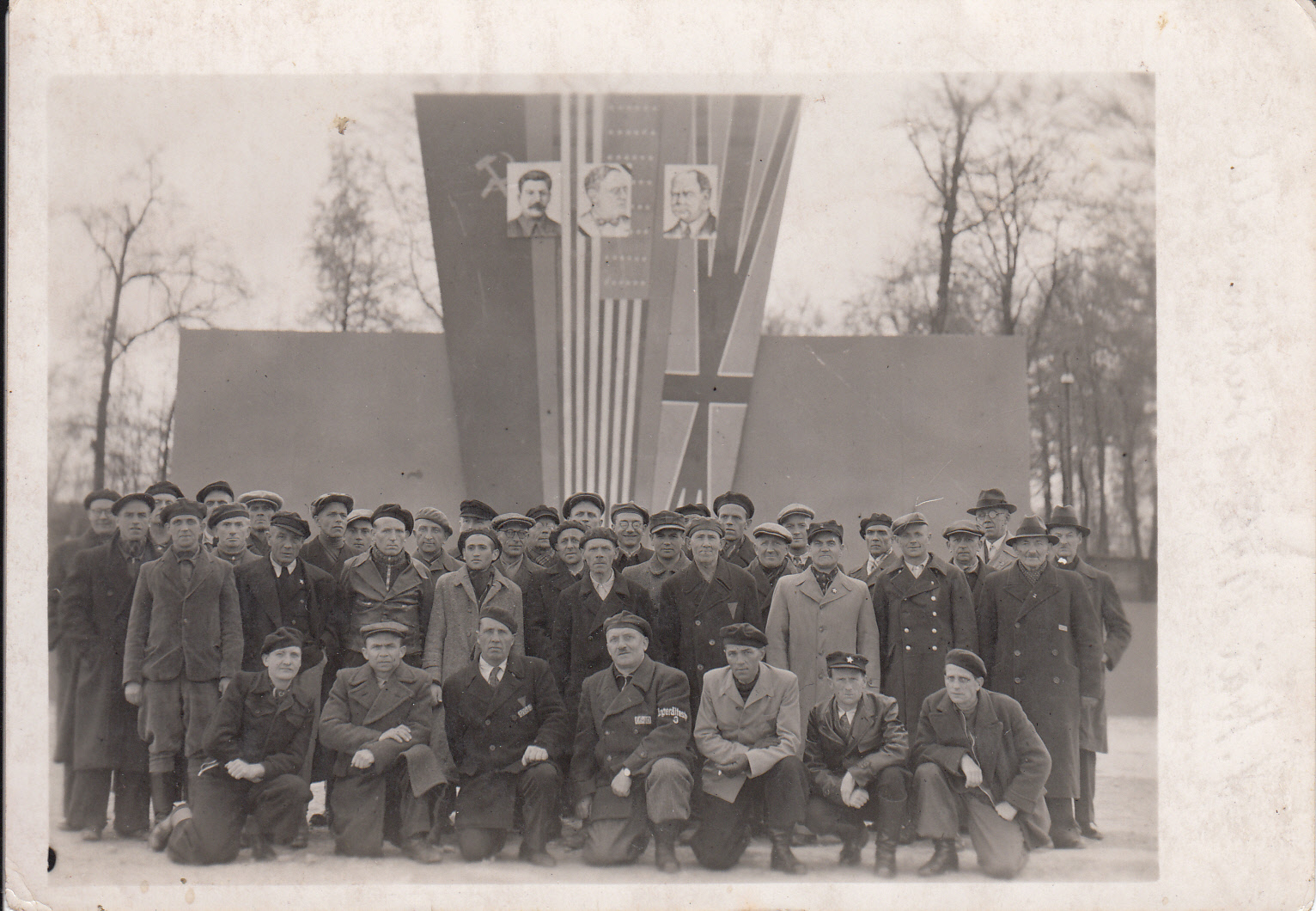
Buchenwald, 1. Mai 1945, Mitglieder der KPD, Bezirk Baden. Hintere Reihe, fünfter von links: Karl Vögtel

### Mettmann 1945–1972
Mit der Rückkehr nach Mettmann im Mai 1945 begann ein neuer Lebensabschnitt, den Vögtel wieder unter dem Vorzeichen der unvollendeten Befreiung sah, wie ein seiner Frau gewidmetes Gedicht aus dieser Zeit belegt. Die Zusammenführung der Familie verlief nicht einfach. Für die 1945 zwölfjährige Ingeborg, bis dahin mit der Mutter allein, stand plötzlich ein ihr unbekannter, offenbar gezeichneter Mann als Vater zwischen ihr und der Mutter.
Bereits im August 1945 begann Vögtel wieder als Schlosser zu arbeiten. Der Familie war in Mettmann, Gruitener Straße 4, eine Wohnung zugewiesen worden, in der sie von nun an lebte.
In den folgenden Jahren blieb Vögtel politisch aktiv. Er gehörte ab Januar 1946 als von der britischen Besatzungsmacht berufenes Mitglied für die KPD dem ersten Kreistag des Kreises Düsseldorf-Mettmann an und wurde Fraktionsvorsitzender der KPD im Rat der Stadt Mettmann, wo er für eine große Zahl von Ausschüssen vor allem im sozialen Bereich tätig war. Karl und Luise Vögtel waren Mitglieder der VVN.
Ein Versuch scheiterte, sich mit einer Produktion von Süßwaren und Fertignahrung selbständig zu machen, und Vögtel arbeitete bis zum Erreichen des Rentenalters 1965 in seinem Beruf als Maschinenschlosser.
Die Folgen eines Verkehrsunfalls, den er 1931 in Taganrog hatte, und besonders die Spuren der Buchenwaldhaft machten ihm zu schaffen. Hinzu kamen vermutlich belastende Auseinandersetzungen zur Frage der „Wiedergutmachung“ für seine Haftzeit. Wie viele Menschen mit seinem persönlichen und politischen Lebensweg war es ihm nicht gegeben, offen darüber zu sprechen, was er alles erlebt und erlitten hatte – keine guten Voraussetzungen für eine Verarbeitung der enorm belastenden Erfahrungen, die er hatte machen müssen. So wurden immer wieder Kuraufenthalte in Bad Orb erforderlich. Kontakte mit Genossen aus der Zeit in Buchenwald blieben und bezeugen eine tiefe bleibende Verbundenheit.
Karl Vögtel starb 1972 in Mettmann, seine Frau Luise 1983.

## Würdigung
Vor dem Haus Gruitener Straße 4 in Mettmann, in dem Karl und Luise Vögtel ab 1945 lebten, wurde am 26. Januar 2023 ein Stolperstein verlegt.
Zum Gedenken an Vögtel wurde im Rahmen der Aktion „1000 Buchen“ der Lebenshilfe e.V. Weimar – Apolda am 15. April 2023 am Weg von Kromsdorf nach Denstedt (Landkreis Weimarer Land, Thüringen) eine von der Enkelin des Geehrten gestiftete Elsbeere gepflanzt.

## Verhörprotokolle
Die Verhörprotokolle von Vögtel und seiner Frau sind eine wesentliche Quelle für ihre Biographien. Sie liegen im Landesarchiv NRW vor: Luise Vögtel LA NRW RW 0058 Nr 00288; Karl Vögtel LA NRW RW 0058 Nr. 50479.